# Арки (молюски)
Арки (Arcida) — ряд двостулкових молюсків. З'явилися у ранньому ордовику. Вони відрізняються від інших двостулкових молюсків, таких як мідії, наявністю рівної перетинки вздовж мушлі та відповідного розміру м'яза-замикача.

## Таксономія
Ряд містить сім родин у двох надродинах.
- Надродина Arcoidea
  - Arcidae
  - Cucullaeidae
  - Glycymerididae
  - Noetiidae
  - Parallelodontidae
- Надродина Limopsoidea
  - Limopsidae
  - Philobryidae